# Sølvtyper til smykker
Sølvtyper til smykker er mange og der hersker ofte stor usikkerhed om finheden af de mange forskellige nationale og internationale sølv legeringer som benyttes af sølvsmede. Det er heller ikke alle nævnte legeringer, der faktisk indeholder sølv. Nogle har kun sølv i navnet på grund af ligheden med sølv. Således indeholder nysølv ikke sølv.
Den mest kendte er sterlingsølv (925), men der findes mange andre standarder og benævnelser som benyttes til smykke fremstilling.
De mest kendte er:
- Finsølv (999)
- Britanniasølv (958)
- Fransk sølv
- Mexikansk sølv
- Argentium-sterlingsølv
- Portugisisk sølv
- Coin silver
- Russisk sølv
- Skandinavisk sølv (830)
- Provinssølv
- Underlødigt sølv
- Tysk sølv
- Egyptisk sølv
- Pletsølv
- Totårnet sølv
- Tretårnet sølv
- Nysølv, nikkelsølv eller Alpacasølv
- Tibetansk sølv